# Sharyngol, Darkhan-Uul
Sharyngol (tiếng Mông Cổ: Шарынгол, nghĩa là "Sông (màu) vàng") là một sum và một đô thị của tỉnh Darkhan-Uul ở miền bắc Mông Cổ. Sharyngol cách tỉnh lị Darkhan 21 km.

## Lịch sử
Trầm tích than được các nhà địa chất Xô viết tìm thấy vào thập niên 1930, song hoạt động khai thác chỉ được bắt đầu từ năm 1958 khi các cuộc thăm dò cho thấy một trữ lượng đầy hứa hẹn. Với sự trợ giúp về kinh tế và kỹ thuật của Liên Xô trong những năm 1958-1960, mỏ than đã có thể bắt đầu khai thác từ năm 1961, việc xây dựng mỏ than được tiến hành từ năm 1962, và hoàn thành năm 1965. Năm 1975, tổng sản lượng đạt 1,1 triệu tấn, trong giai đoạn sau từ 1976-1980 cắt giảm còn 2,5 triệu tấn và đến năm 1980 sản lượng đã cắt giảm mạnh nhất kể từ khi khai thác mỏ. Vào đầu thập kỉ 1990 Xô viết tạm dừng hỗ trợ, các chuyên gia Liên Xô rời khỏi Mông Cổ dẫn đến sản lượng khai thác giảm mạnh. Trong giai đoạn công ty khai thác than được tư nhân hóa vào năm 2003, sản lượng của mỏ chỉ là 600 tấn mỗi năm. Năm 2010, sản lượng khai thác đạt xấp xỉ 1 triệu tấn Những người sở hữu mỏ hiện tại có kế hoạch phục hồi lại sản lượng tới mới trước khi suy giảm và đạt mức 2.5 triệu tấn vào năm 2013.
Làng công nhân mỏ đã chính thức được thành lập với sự phê chuẩn của Đại Khural Nhân dân Mông Cổ vào ngày 17 tháng 10 năm 1961, Sharyngol sau đó trở thành một thành phố từ năm 1962. Thành phố cũng được xây dựng với sự giúp đỡ của Liên Xô, các tòa nhà chung cư 5 tầng.

## Dân cư
Theo ước tính năm 2008, dân số thành phố là 7798 người.